# Begonia grata
Espèce
Begonia grata est une espèce de plantes de la famille des Begoniaceae.
L'espèce fait partie de la section Parvibegonia.
Elle a été décrite en 1928 par Patrick Geddes (1854-1932).

## Répartition géographique
Cette espèce est originaire de Thaïlande.